# Lohuecosuchus
Lohuecosuchus (cocodrilo de Lo Hueco) es un género de cocodrilomorfo eusuquio extinto emparentado con los cocodrilos actuales. Vivió durante el Cretácico Superior (Campaniense superior-Maastrichtiense inferior) en lo que hoy es España y sur de Francia. Es un género muy relacionado con Allodaposuchus, un cocodrilo que habitó en lo que hoy es Rumanía.